# Lisa Camenzuli
Lisa Camenzuli (* 15. Januar 1977) ist eine ehemalige maltesische Tennisspielerin.

## Karriere
Lisa Camenzuli trat vor allem im Jahr 1997 auf Turnieren der ITF Women’s World Tennis Tour an, wo sie aber keinen Titel gewinnen konnte und durchwegs in der Qualifikation zum Hauptfeld scheiterte. Sie war aber dennoch jahrelang die beste maltesische Tennisspielerin und repräsentierte ihr Land in zahlreichen Tenniswettbewerben.
1997 gewann Camenzuli die Bronzemedaille bei den Spielen der kleinen Staaten von Europa im Dameneinzel und an der Seite von Helen Asciak im Damendoppel. 1999 gewann sie die Silbermedaille bei den Spielen der kleinen Staaten von Europa an der Seite von Carol Cassar Torregiani im Damendoppel. 2001 gewann sie die Bronzemedaille bei den Spielen der kleinen Staaten von Europa im Dameneinzel und an der Seite von Torregiani im Damendoppel. 2003 gewann sie die Bronzemedaille bei den Spielen der kleinen Staaten von Europa im Dameneinzel und an der Seite von Torregiani die Silbermedaille im Damendoppel. 2005 gewann sie die Bronzemedaille bei den Spielen der kleinen Staaten von Europa im Dameneinzel und an der Seite von Stephanie Pace im Damendoppel. 2007 nahm sie letztmals an den Spielen der kleinen Staaten von Europa teil und erreichte im Einzel das Viertelfinale und an der Seite von Sanya Jukic das Halbfinale, was abermals den Gewinn der Bronzemedaille in dieser Disziplin bedeutete.
Von 1992 bis 2009 spielte Lisa Camenzuli für die maltesische Billie-Jean-King-Cup-Mannschaft und bestritt in 43 Begegnungen 72 Spiele. Ihre Billie-Jean-King-Cup-Bilanz weist 36 Siege bei ebenso vielen Niederlagen aus, davon konnte sie 17 Einzel und 19 Doppel für ihre Mannschaft entscheiden. 2016 wurde sie von der ITF für ihre Leistungen und die langjährige Teilnahme am Wettbewerb geehrt.